# Richard Kule Mbombo
Richard Kule Mbombo est un footballeur congolais qui joue actuellement comme attaquant pour le club d'Erovnuli Liga Hapoel Ramat HaSharon.

## Carrière
Le 21 janvier 2020, Kule signe avec le Riga FC.

### FK Suduva
En 2021, le Riga FC prête Kule au club lituanien du FK Sūduva 
Le 19 mars 2021, Kule Mbombo inscrit son premier but en A lyga.
Fin juin 2021, le joueur retourne en Lettonie,. En 2021, il dispute 17 matchs et marque 8 buts.

### NorthEast United
En janvier 2023, Kule rejoint le club de la Super League indienne de NorthEast United.

## Statistiques
| Club                     | Season       | League                    | League | League | Cup  | Cup   | Continental | Continental | Other | Other | Total | Total |
| Club                     | Season       | Division                  | Apps   | Goals  | Apps | Goals | Apps        | Goals       | Apps  | Goals | Apps  | Goals |
| ------------------------ | ------------ | ------------------------- | ------ | ------ | ---- | ----- | ----------- | ----------- | ----- | ----- | ----- | ----- |
| Vita Club                | 2016–17      | Linafoot                  | ?      | ?      | ?    | ?     | 2           | 2           | ?     | ?     | 2     | 2     |
| Beerschot Wilrijk (loan) | 2017–18      | Challenger Pro League     | 7      | 2      | 0    | 0     | –           | –           | 9     | 1     | 16    | 3     |
| Beerschot Wilrijk (loan) | 2018–19      | Challenger Pro League     | 1      | 0      | 0    | 0     | —           | —           | 0     | 0     | 1     | 0     |
| Beerschot Wilrijk (loan) | Total        | Total                     | 8      | 2      | 0    | 0     | 0           | 0           | 9     | 1     | 17    | 3     |
| AS Trenčín (loan)        | 2018–19      | Fortuna Liga              | 1      | 0      | 0    | 0     | 0           | 0           | 0     | 0     | 1     | 0     |
| Kaisar                   | 2019         | Kazakhstan Premier League | 26     | 9      | 4    | 0     | —           | —           | —     | —     | 30    | 9     |
| Riga                     | 2020         | Virslīga                  | 21     | 12     | 1    | 0     | 2           | 0           | —     | —     | 24    | 12    |
| NorthEast United         | 2022–23      | Indian Super League       | 6      | 0      | 0    | 0     | 0           | 0           | —     | —     | 6     | 0     |
| Telavi                   | 2023         | Erovnuli Liga             | 7      | 0      | 0    | 0     | 0           | 0           | —     | —     | 7     | 0     |
| Hapoel Ramat HaSharon    | 2023–24      | Liga Leumit               | 0      | 0      | 0    | 0     | 0           | 0           | —     | —     | 0     | 0     |
| Career total             | Career total | Career total              | 69     | 23     | 5    | 0     | 2           | 0           | 9     | 1     | 85    | 24    |

## Palmarès
Riga FC
- Championnat de Lettonie (1) : 2020

FK Kaisar
- Coupe du Kazakhstan (1) : 2019